# Inoffizielle Ringer-Weltmeisterschaften 1910
Die in heutiger Wertung Inoffiziellen Ringer-Weltmeisterschaften 1910 fanden am 9. Oktober 1910 in Wien statt. Die Ringer wurden in zwei Gewichtsklassen unterteilt. Gerungen wurde im damals üblichen griechisch-römischen Stil. Die offiziellen Ringer-Weltmeisterschaften 1910 waren bereits im Juni 1910 in Düsseldorf ausgetragen worden.

## Ergebnisse

### Kategorie bis 75 kg
| Platz | Land            | Sportler           |
| ----- | --------------- | ------------------ |
| 1     | Österreich      | Alois Toduschek    |
| 2     | Österreich      | Robert Dirry       |
| 3     | Österreich      | Peter Kokotowitsch |
| 4     | Österreich      | Josef Pospischil   |
| 5     | Österreich      | Paul Ribnikar      |
| 6     | Deutsches Reich | L. Domonkos        |

### Kategorie über 75 kg
| Platz | Land       | Sportler        |
| ----- | ---------- | --------------- |
| 1     | Ungarn     | Béla Varga      |
| 2     | Österreich | Josef Rossum    |
| 3     | Österreich | Ludwig Kossuth  |
| 4     | Österreich | Karl Schönbauer |
| 5     | Ungarn     | Ernö Schwarc    |